# Chiesa di San Sisto (Genova)
La chiesa di San Sisto II P.M. e Natività di Maria SS., conosciuta semplicemente come chiesa di San Sisto è un edificio religioso di Genova, situato sul lato a mare del tratto sud-occidentale di via Prè, la strada principale dell'omonimo quartiere del centro storico. La sua comunità parrocchiale fa parte del vicariato "Centro Ovest" dell'arcidiocesi di Genova.

## Storia
Secondo una leggenda popolare una cappella dedicata al papa martire Sisto II sarebbe stata costruita già nel III secolo, quando era giunta a Genova la notizia del suo martirio; questo ipotetico primo luogo di culto sarebbe stato costruito nel luogo dove il santo era sbarcato durante il suo viaggio dalla Spagna a Roma assieme al diacono Lorenzo.
Il primo edificio di culto intitolato a Sisto II di cui si abbiano notizie documentate fu in realtà eretto tra il 1088 e il 1093 per commemorare la vittoria contro la flotta navale araba ad opera delle navi di Genova e Pisa; la chiesa fu intitolata al pontefice martire poiché lo scontro navale avvenne a Mahdia il 6 agosto del 1087, proprio nella ricorrenza di questo santo. Questo primo luogo di culto, in stile romanico, dal 1095 fu affidato dal papa Urbano II ai monaci benedettini della Sacra di San Michele, che vi rimasero fino al 1479, salvo un periodo dal 1217 al 1241; fino al 1564 la chiesa fu assegnata a commendatari, quindi passò al clero secolare genovese.
Più volte ristrutturata, fu completamente ricostruita verso la fine del XVI secolo. Il giorno di Natale del 1601 fu teatro di un grave fatto di sangue, quando il parroco Gerolamo Lercari fu assassinato con un colpo di arma da fuoco durante la celebrazione della messa. Il 31 gennaio 1602 la chiesa, rimasta nel frattempo chiusa, fu consacrata dal vescovo di Noli Timoteo Berardi.
Una nuova consacrazione avvenne nel 1610; dopo un intervento di restauro conservativo nel corso del XVIII secolo, venne completamente demolita nel 1825 a seguito del tracciamento della nuova strada di comunicazione, la "carrettiera Carlo Alberto", oggi via Gramsci, costeggiante le strutture del bacino del vecchio porto genovese, completata interamente nel 1870 nella parte orientale.

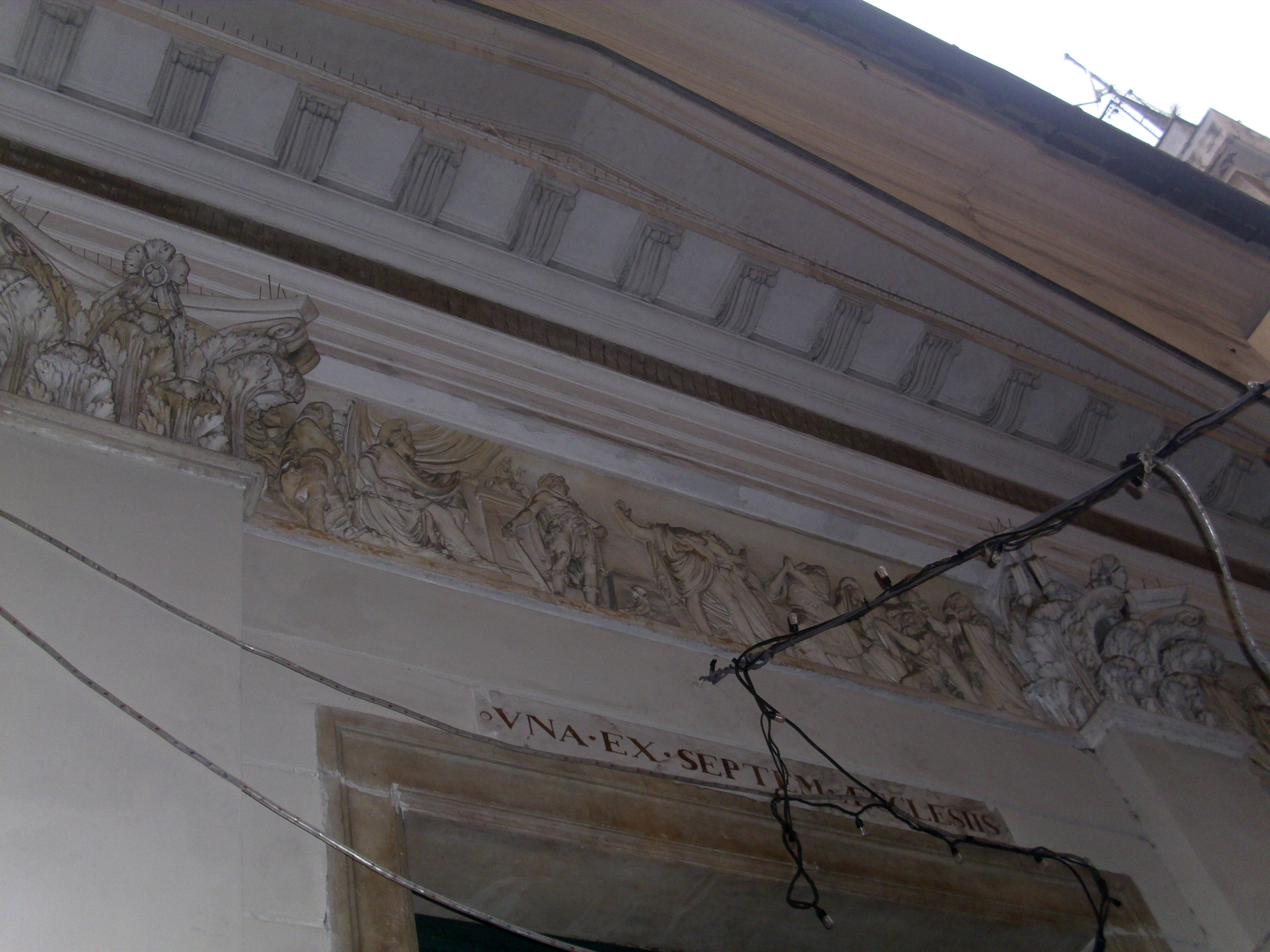
Particolare della facciata

La nuova chiesa di San Sisto venne quindi ricostruita in stile neoclassico nei pressi dell'antica struttura su progetto degli architetti Giovanni Battista Resasco e Pietro Pellegrini, quest'ultimo artefice della grande cupola che verrà completata dal Resasco con colonnati corinzi; gli affreschi della cupola sono opera di Michel Cesare Danielli.
Il nuovo edificio fu realizzato con finanziamenti della famiglia reale, il cui palazzo genovese sorge nel territorio della parrocchia, della municipalità genovese, del marchese Marcello Durazzo e di altri privati benefattori. La prima pietra fu posta nell'agosto 1825; la chiesa fu terminata nel 1828 ed aperta al culto con la solenne consacrazione il 23 novembre (o il 23 settembre) di quello stesso anno dall'allora vescovo di Savona e futuro arcivescovo di Genova Vincenzo Airenti.
Nel 2005 la chiesa è stata sottoposta ad interventi conservativi della facciata neoclassica e degli interni dalla Soprintendenza per i Beni Architettonici e Paesaggistici della Liguria.

## Struttura e opere d'arte
La chiesa ha forma circolare con pianta a croce greca ed è coronata dalla grande cupola ed ornata da pilastri scanalati in stile corinzio. Sull'altare maggiore è collocata la statua di san Sisto, opera di Giovanni Battista Cevasco, qui collocata nel 1856; la scultura fu donata alla chiesa dal marchese Ignazio Alessandro Pallavicini.